# Hen (isola)
L'isola di Hen è un'isola situata a nord dell'Isola del Nord, Nuova Zelanda.
È l'isola più grande dell'arcipelago Hen and Chicken Islands (la gallina e i pulcini) con una superficie di 4,7 km².

È conosciuta anche con il nome di Taranga, giace separata dalle altre isole dell'arcipelago a circa 7 km in direzione sud-ovest. Lunga e stretta, ha una lunghezza di circa 6 km e una larghezza media di 1000 m.

L'isola è dominata da una catena rocciosa che raggiunge i 400 m nella sua cima più alta chiamata The Pinnacles (i pinnacoli).